# Plebs (genre)
Genre
Plebs est un genre d'araignées aranéomorphes de la famille des Araneidae.

## Distribution
Les espèces de ce genre se rencontrent en Océanie et en Asie.

## Liste des espèces
Selon World Spider Catalog (version 23.0, 30/05/2022) :
- Plebs arleneae Joseph & Framenau, 2012
- Plebs arletteae Joseph & Framenau, 2012
- Plebs astridae (Strand, 1917)
- Plebs aurea (Saito, 1934)
- Plebs baotianmanensis (Hu, Wang & Wang, 1991)
- Plebs bradleyi (Keyserling, 1887)
- Plebs cyphoxis (Simon, 1908)
- Plebs eburnus (Keyserling, 1886)
- Plebs himalayaensis (Tikader, 1975)
- Plebs mitratus (Simon, 1895)
- Plebs neocaledonicus (Berland, 1924)
- Plebs oculosus (Zhu & Song, 1994)
- Plebs opacus Joseph & Framenau, 2012
- Plebs patricius Joseph & Framenau, 2012
- Plebs plumiopedellus (Yin, Wang & Zhang, 1987)
- Plebs poecilus (Zhu & Wang, 1994)
- Plebs rosemaryae Joseph & Framenau, 2012
- Plebs sachalinensis (Saito, 1934)
- Plebs salesi Joseph & Framenau, 2012
- Plebs sebastiani Joseph & Framenau, 2012
- Plebs tricentrus (Zhu & Song, 1994)
- Plebs yanbaruensis (Tanikawa, 2000)

## Systématique et taxinomie
Ce genre a été décrit par Joseph et Framenau en 2012 dans les Araneidae.

## Publication originale
- Joseph & Framenau, 2012 : « Systematic review of a new orb-weaving spider genus (Araneae: Araneidae), with special reference to the Australasian-Pacific and South-East Asian fauna. » Zoological Journal of the Linnean Society, vol. 166, no 2, p. 279-341.